# Betygsskalor vid högre utbildning i Sverige
Betygsskalorna vid högre utbildning i Sverige varierar, då högskolor och universitet i Sverige bestämmer själva vilket betygssystem som skall användas. Vanligast är den tregradiga skalan: Underkänt, Godkänt och Väl Godkänt. Andra skalor förekommer också; vid juridisk fakultet och i ingenjörsutbildningar används ofta till exempel tre- eller fyra-gradiga skalor.
Flera lärosäten har gått över, eller har planer på att gå över till den sjugradiga ECTS-betygsskalan (European Credit Transfer System).
Vid avslutade studier vid universitet och högskolor utfärdas (på begäran) examensbevis.

## Graderade skalor
Här följer några vanliga betygsskalor med dess beteckningar i LADOK (lägst betyg först).

### UV
UV används för de flesta utbildningar:
| Beteckning | Godkänd? | Utläses                          |
| ---------- | -------- | -------------------------------- |
| U          | Nej      | Underkänd                        |
| G          | Ja       | Godkänd                          |
| VG         | Ja       | Väl godkänd / Mycket väl godkänd |

### UM
UM används på juristprogrammet och andra juridiska utbildningar:
| Beteckning | Godkänd? | Utläses                 |
| ---------- | -------- | ----------------------- |
| U          | Nej      | Underkänd               |
| B          | Ja       | Godkänd                 |
| Ba         | Ja       | Icke utan beröm godkänd |
| AB         | Ja       | Med beröm godkänd       |

### TH
TH används främst för teknisk-naturvetenskapliga utbildningar:
| Beteckning | Godkänd? | Utläses                                        |
| ---------- | -------- | ---------------------------------------------- |
| U          | Nej      | Underkänd                                      |
| 3          | Ja       | Tre eller Godkänd.                             |
| 4          | Ja       | Fyra eller Icke utan beröm godkänd/Väl godkänd |
| 5          | Ja       | Fem eller Med beröm godkänd/Mycket väl godkänd |

### AF
AF är en sjugradig betygsskala som används för internationella studenter, samt på allt fler svenska lärosäten även för alla inhemska studenter.  
| Beteckning | Godkänd? | Utläses                                                   |
| ---------- | -------- | --------------------------------------------------------- |
| F          | Nej      | Otillräcklig(t), Helt otillräcklig(t) eller Insufficient  |
| FX         | Nej      | Otillräcklig(t) eller Insufficient. Komplettering möjlig. |
| E          | Ja       | Tillräcklig(t) eller Sufficient                           |
| D          | Ja       | Tillfredsställande eller Satisfactory                     |
| C          | Ja       | Bra eller Good                                            |
| B          | Ja       | Mycket bra eller Very Good                                |
| A          | Ja       | Utmärkt, Framstående eller Excellent                      |

## Ograderade skalor

### UG och varianter
UG är en ograderad variant av UV och TH:
| Beteckning | Godkänd? | Utläses    |
| ---------- | -------- | ---------- |
| U          | Nej      | Underkänd. |
| G          | Ja       | Godkänd.   |

Skalan UG# används som alternativ till skalan UG för att undvika förväxling med skalan UV:
| Beteckning | Godkänd? | Utläses   |
| ---------- | -------- | --------- |
| U          | Nej      | Underkänd |
| G#         | Ja       | Godkänd   |

Ograderad variant av F-A:
| Beteckning | Godkänd? | Utläses                |
| ---------- | -------- | ---------------------- |
| F          | Nej      | Underkänd eller Failed |
| P          | Ja       | Godkänd eller Passed   |

### DT
DT är en betygslös skala:
| Beteckning | Godkänd?    | Utläses  |
| ---------- | ----------- | -------- |
| D          | Formellt ja | Deltagit |

Observera att G och D betyder olika saker i olika betygsskalor. Samma betyg kan ibland utläsas på olika sätt på olika skolor.
Betyg på tillgodoräknat moment anges med "T".